# Кубок Норвегії з футболу 2020
Кубок Норвегії з футболу 2020 — 115-й розіграш кубкового футбольного турніру в Норвегії. Кубок повинен був розпочатись кваліфікаційними раундами у березні-квітні цього року. Перший раунд планували зіграти 22 квітня 2020 року, а завершити турнір фінальним матчем 25 жовтня 2020 року.
Зміни розкладу напередодні сезону означали, що фінал Кубка буде зіграний за кілька раундів до фінішу чемпіонату, а не за тиждень після його завершення, щоб уникнути фіналу в грудні.
Через пандемію COVID-19 старт було перенесено. У результаті відбірні раунди були скасовані, і команди нижчої ліги з найкращими результатами в лізі минулого сезону отримали прямі місця в турнірі.
10 вересня 2020 Норвезька футбольна асоціація ухвалила рішення про скасування турніру.

## Календар
| Раунд                        | Дата                        | Матчі | Клуби     |
| ---------------------------- | --------------------------- | ----- | --------- |
| Перший кваліфікаційний раунд | 23 лютого - 21 березня 2020 | 88    | 260 → 172 |
| Другий кваліфікаційний раунд | 4 квітня 2020               | 44    | 172 → 128 |
| 1/64 фіналу                  | 22 квітня 2020              | 64    | 128 → 64  |
| 1/32 фіналу                  | 6 травня 2020               | 32    | 64 → 32   |
| 1/16 фіналу                  | 20 травня 2020              | 16    | 32 → 16   |
| 1/8 фіналу                   | 27 травня 2020              | 8     | 16 → 8    |
| 1/4 фіналу                   | 30 серпня 2020              | 4     | 8 → 4     |
| Півфінали                    | 23-24 вересня 2020          | 2     | 4 → 2     |
| Фінал                        | 25 жовтня 2020              | 1     | 2 → 1     |